# Mroczkowice (przystanek kolejowy)
Mroczkowice – przystanek osobowy w Mroczkowicach, w południowo-zachodniej części województwa dolnośląskiego. Został on oddany do użytku 31 października 1909 roku. W 1996 roku został on zamknięty, a pod koniec 2023 roku wraz z rewitalizacją linii kolejowej do Świeradowa-Zdroju ponownie otwarty.

## Położenie
Przystanek położony jest w zachodniej części Mroczkowic, przy drodze wojewódzkiej nr 361. Administracyjnie leży w województwie dolnośląskim, powiecie lwóweckim, gminie Mirsk.
Przystanek zlokalizowany jest na wysokości 385 m n.p.m.

## Historia

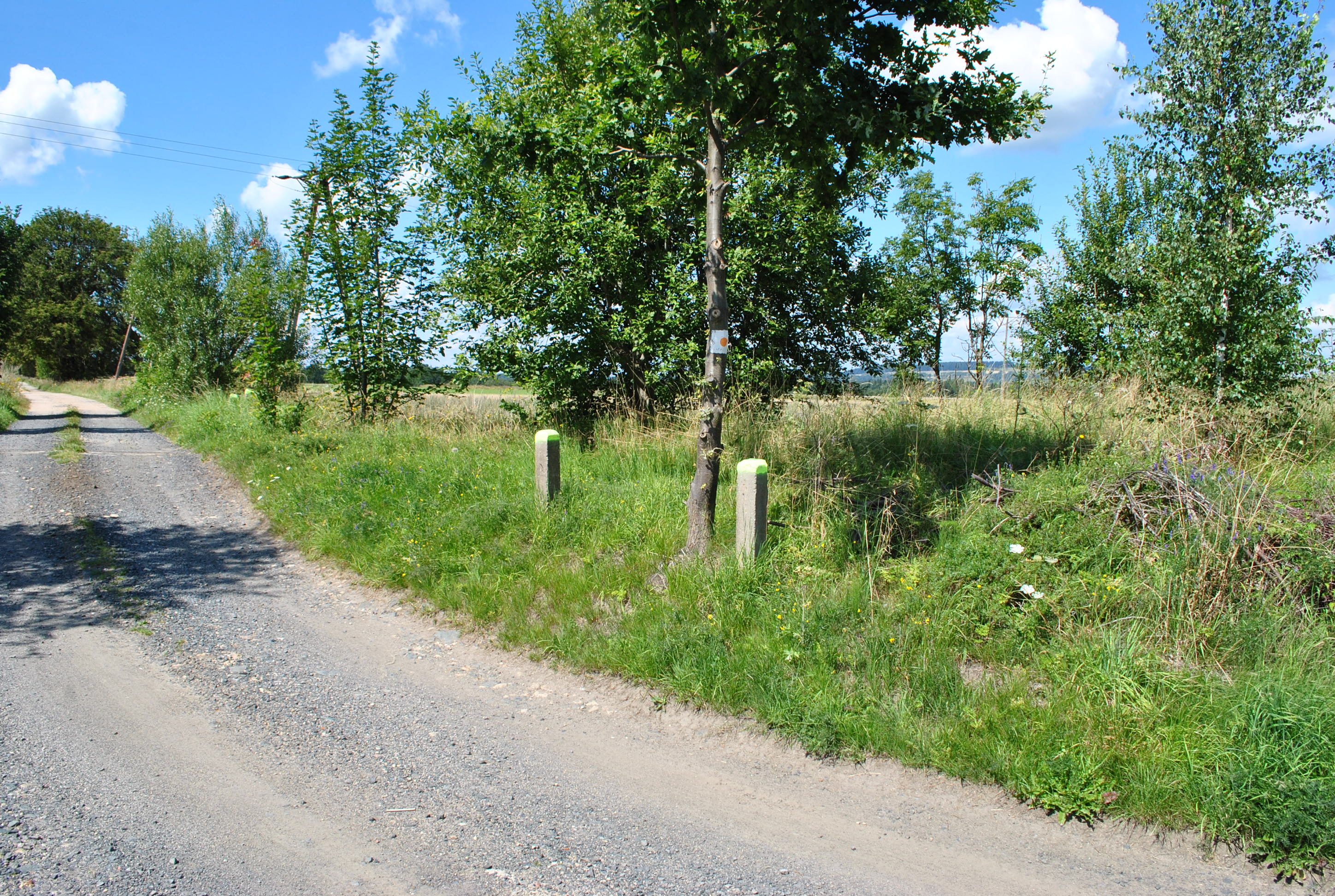
Miejsce, w którym znajduje się przystanek Mroczkowice w 2012 roku

Przystanek w Mroczkowicach powstał w związku z budową linii kolejowej łączącej Mirsk ze Świeradowem-Zdrojem. Koncepcja budowy późniejszej linii Kolei Gór Izerskich powstała w 1901 roku, jednakże w rzeczywistości jej budowę rozpoczęto z inicjatywy prywatnej w marcu 1908 roku. Pierwotnie projekt budowy zakładał, że będzie ona służyć ruchowi osobowemu i towarowemu, a na przystanku planowano postawienie małego budynku dworcowego, peronu, magazynu towarowego, budynku gospodarczego, a także m.in. stajni, pralni i studni. Przystanek ten pierwotnie miał to prawie samo wyposażenie co położona dalej stacja Orłowice. Linię do Świeradowa-Zdroju ukończono 1 października 1909 roku, a uroczyste otwarcie odbyło się 31 października tegoż roku.
Po II wojnie światowej cała infrastruktura przystanku przeszła w zarząd PKP. Po tym czasie wyposażenie przystanku uległo redukcji – pozostał tylko peron i tor główny szlakowy. Wydłużono natomiast linie pociągów regionalnych, które zamiast kończyć bieg w dawnej stacji węzłowej Mirsk przedłużono, jeżdżąc głównie do Legnicy przez Gryfów Śląski i Lwówek Śląski, a pod koniec eksploatacji linii trasę skrócono do Gryfowa Śląskiego. Ostatni pociąg pasażerski przez przystanek Mroczkowice odjechał 11 lutego 1996 roku, a przez następne dwa lata kursowały na linii pociągi towarowe.
8 czerwca 2020 roku spisano akt notarialny, na mocy którego województwo dolnośląskie przejęło linie kolejowe nr 317 i 336 Gryfów Śląski – Mirsk – Świeradów Zdrój od Polskich Kolei Państwowych. Pod koniec maja 2021 roku rozpoczęły się pierwsze prace przy rewitalizacji obydwu linii kolejowych. 7 grudnia 2023 roku odbyła się uroczystość otwarcia linii kolejowej Gryfów Śląski – Mirsk – Świeradów-Zdrój, a pierwsze regularne połączenia pasażerskie na linii ruszyły trzy dni później.

## Charakterystyka
Przystanek osobowy Mroczkowice jest 4. posterunkiem ruchu na linii kolejowej nr 317 (12,034 km), do 2023 roku oznaczanej jako linia kolejowa nr 336 (2. posterunek ruchu; 3,328 km). Linia ta wraz z przystankiem Mroczkowice jest pod zarządem Dolnośląskiej Służby Dróg i Kolei. 
Przystanek Mroczkowice wyposażony jest w peron z zadaszeniem, ławkami, koszami na śmieci, oświetleniem, tablicami informacyjnymi i monitoringiem, a przy nim znajdują się zadaszone miejsce ze stojakami rowerowymi oraz parking samochodowy. Pierwotnie natomiast składał się z małego dworca kolejowego, WC, magazynu, peronu oraz posiadał krótki tor wraz z placem ładunkowym.

## Połączenia
Połączenia pasażerskie realizowane z przystanku Mroczkowice miały charakter regionalny. Z biegiem czasu zmniejszała się liczba połączeń oraz ilość relacji bezpośrednich, które były realizowane z obecnej ładowni. Nie wszystkie połączenia biegnące przez linię zatrzymywały się na tym przystanku. Od 10 grudnia 2023 roku, w okresie 2023/2024 z przystanku Mroczkowice odbywa się ruch pasażerski na odcinku Świeradów-Zdrój – Gryfów Śląski wraz z przedłużeniem części kursów do Jeleniej Góry, Węglińca i Görlitz. Połączenia obsługiwane są przez Koleje Dolnośląskie.
| Okres   | Kierunek                                                                  | L. połączeń | Źr.    |         | Okres                                                         | Kierunek | L. połączeń | Źr. |
| ------- | ------------------------------------------------------------------------- | ----------- | ------ | ------- | ------------------------------------------------------------- | -------- | ----------- | --- |
| 1939    | Mirsk Świeradów Zdrój Świeradów Nadleśnictwo                              | 10 7 3      | [ 18 ] | 1985/86 | Świeradów Zdrój Gryfów Śląski Jelenia Góra                    | 3 2      | [ 19 ]      |     |
| 1947    | Świeradów Nadleśnictwo Gryfów Śląski Lwówek Śląski                        | 3 2 1       | [ 20 ] | 1995/96 | Gryfów Śląski Świeradów Zdrój                                 | 4 3      | [ 21 ]      |     |
| 1966/67 | Świeradów Zdrój Gryfów Śląski Jelenia Góra Legnica Lubań Śląski Złotoryja | 4 1         | [ 22 ] | 2023/24 | Świeradów-Zdrój Gryfów Śląski Jelenia Góra Goerlitz Węgliniec | >6 5 2 1 | [ 23 ]      |     |